# Большая Сарка
Большая Сарка — река в России, протекает по Ульяновской области и Мордовии. Левый приток реки Сура.

## География
Река Большая Сарка берёт начало у села Капасово Атяшевского района Мордовии. Течёт на север, у села Селищи поворачивает на восток. Пересекает границу Ульяновской области и впадает в Суру у села Сара Сурского района. Устье реки находится в 315 км по левому берегу реки Сура. Длина реки составляет 71 км, площадь водосборного бассейна — 700 км².
Основные притоки (от истока к устью): Макалейка, Ковтозлей, Тразовка, Хмелёвка, Водолейка.

## Данные водного реестра
По данным государственного водного реестра России относится к Верхневолжскому бассейновому округу, водохозяйственный участок реки — Сура от Сурского гидроузла и до устья реки Алатырь, речной подбассейн реки — Сура. Речной бассейн реки — (Верхняя) Волга до Куйбышевского водохранилища (без бассейна Оки).
Код объекта в государственном водном реестре — 08010500312110000037491.